# このミステリーがすごい! ベストセラー作家からの挑戦状
『このミステリーがすごい! ベストセラー作家からの挑戦状』（このミステリーがすごい! ベストセラーさっかからのちょうせんじょう）は、TBSテレビ系列のテレビドラマ。
第1作は2014年12月29日の21時 - 23時9分に放送、第2作は2015年11月30日に「月曜ゴールデン」枠（21時 - 22時54分）で放送。

## 概要
『このミステリーがすごい!』大賞受賞の作家4人（安生正、乾緑郎、海堂尊、中山七里）が書き下ろした短編小説集『このミステリーがすごい! 4つの謎』に収録された4話をドラマ化したオムニバス形式となっており、映画監督経験のある大谷健太郎、金子修介、星護、古澤健が各話の監督を務め、案内役を樹木希林と又吉直樹が務める。
2015年の第2弾には、前作参加の中山と、喜多喜久、降田天が書き下ろし、案内人は前回同様に樹木と又吉が担当する。

## オールキャスト・スタッフ
案内人
- 大森キリカ - 樹木希林
- 小森マタ - 又吉直樹（ピース）

主なスタッフ
- 構成：おかざきさとこ、酒井義文
- 案内人パート演出：有川崇
- 原作協力：下村綾子（宝島社）
- テーマ曲：大間々昂
- 総合プロデューサー：高橋正尚
- 製作著作：TBS

### 2014年版のキャスト・スタッフ

#### カシオペアのエンドロール
主なキャスト
- 望月ゆかり - 藤原紀香
- 樫村愛菜 - 川島海荷
- 吉川かなえ - いしのようこ
- 玉村刑事 - 浜野謙太
- 加茂泉 - 矢吹春奈
- 河村里美 - 落合萌
- 道明寺 - 田中要次
- 加納警視正 - 吉田栄作

主なスタッフ
- 原作 - 海堂尊『カシオペアのエンドロール』
- 監督 - 大谷健太郎
- 脚本 - 永田優子
- プロデューサー - 都築歩
- 制作協力 - ラフ・アット

#### 残されたセンリツ
主なキャスト
- 多岐川真由 - 川口春奈
- 多岐川玲 - とよた真帆
- 美能忠邦 - 長谷川初範
- 安住鷹久 - 佐藤二朗
- 佐藤 - 高崎翔太
- 検視官 - 兒玉宣勝
- 河原崎雄二 - イッセー尾形

主なスタッフ
- 原作 - 中山七里『残されたセンリツ』
- 監督 - 金子修介
- 脚本 - 渡邉真子、髙橋麻紀
- 撮影 - 釘宮慎治
- プロデューサー - 臼井正明
- 制作協力 - シネムーブ

#### 黒いパンテル
主なキャスト
- 須藤 - 勝村政信（30年前の須藤 - 兼原良太郎）
- 須藤栄子 - 高橋ひとみ（30年前の栄子 - 柳ゆり菜）
- 戸倉 - 山本裕典
- 須藤千明 - 小池里奈
- 田辺 - 小野了
- 建設会社社員 - 陳内将
- 金髪の作業員 - 小島祐輔
- 二ノ宮 - 城田優

主なスタッフ
- 原作 - 乾緑郎『黒いパンテル』
- 脚本・監督 - 星護
- 視覚効果 - 東京特殊効果
- 造形 - 千葉洋行
- CG - 豊直康
- キャラクターデザイン - ノリツグ
- ボディスタント - ケン・スタントクリエーション
- カースタント - タカハシレーシング
- プロデューサー - 柳川由起子
- 協力 - バスク、フジアール、ベイシス
- 制作協力 - 共同テレビジョン

#### ダイヤモンドダスト
主なキャスト
- 奥脇巧 - AKIRA
- 明神和也 - 山本耕史
- 坂下睦美 - 高橋ユウ
- 安西信一 - 原田新平
- 佐伯春奈 - 濱田万葉
- 佐伯未来 - 須田理央
- 片桐吾郎 - 神保悟志

主なスタッフ
- 原作 - 安生正『ダイヤモンドダスト』
- 監督 - 古澤健
- 脚本 - 髙橋麻紀
- 撮影 - 清久素延
- ビジュアルエフェクト - 泉谷修
- 特殊メイク - 江川悦子
- 気象監修 - 山本麻生
- プロデューサー - 神戸明
- 制作協力 - 東宝映画

### 2015年版のキャスト・スタッフ

#### ポセイドンの罰
キャスト
- 母神響子 - 財前直見
- 鏑木刑事 ‐ 桐山漣
- 村雨警部 ‐ 津田寛治
- 御厨検死官 ‐ 山田将之
- 工藤良市 ‐ 中野裕太
- 成田光樹 ‐ 東根作寿英
- 高瀬美波 ‐ 瀧本美織
- 三峰遥子 ‐ 中越典子
- 斎藤久志 ‐ 光石研
- 森下能幸、高嶋香帆

スタッフ
- 原作 - 中山七里
- 監督 - 石井康晴
- 脚本- 大北はるか
- プロデュース - 加藤章一
- 制作協力 - ドリマックス・テレビジョン

#### リケジョ探偵の謎解きラボ
キャスト
- 友永久里子 - 上野樹里
- 友永誠彦 ‐ 浜野謙太
- 馬場綾子 ‐ 馬場園梓（アジアン）
- 花塚優 ‐ 猪塚健太
- 学生 ‐ 蒼山真人
- 学生 ‐ 柴浩二
- 学生 ‐ 井阪郁巳
- 鷹野隆三 ‐ 斉藤佑介
- 鷹野美鈴 ‐ 清水美沙

スタッフ
- 原作 - 喜多喜久
- 監督 - 大谷健太郎
- iPS監修 - 谷口英樹
- 写真提供 - 国立感染症研究所、ピクスタ
- プロデュース - 都築歩
- 制作協力 - 大映テレビ

#### 冬、来たる
キャスト
- 智秋 - 檀れい
- 春菜 ‐ キムラ緑子
- 生駒夏依 ‐ 渡辺真起子
- 生駒京子 ‐ 中村ゆり
- 青年（高木冬留） ‐ 中島歩
- 生駒博 ‐ 眞島秀和
- 高木操江 ‐ 大方斐紗子
- 生駒良勝 ‐ 山田明郷

スタッフ
- 原作 - 降田天
- 脚本 - 浅野妙子
- 監督 - 小林義則
- 特殊メイク - 中田彰輝
- プロデュース - 永井麗子（共同テレビ）
- 総合プロデュース - 高橋正尚（TBSテレビ）
- 制作協力 - 共同テレビ